# アブドゥル・カリーム (ヤルカンド・ハン国)
アブドゥル・カリーム（ウイグル語: ئابدۇلكەرىم, ラテン文字転写: Abdul Karim, 1529年 - 1592年）は、ヤルカンド・ハン国の第3代君主。

## 生涯
アブドゥッラシード・ハン1世の次男。兄のアブドラッティーフはカザフ人との抗争で戦死していたため、1560年に父が死去するとその跡を継いだ。カシュガルの総督であった四弟のシャーフィーに譲位しようとしたが、シャーフィーは固辞したため果たせずに終わった。
1570年に弟のシャーフィー・ムハンマド・アブドラッラヒームとクライシュ・スルタンらを東のトルファンへ派兵した。東征軍はウイグルスタン・ハン国のマスウードを捕虜とし、ウイグルスタン・ハン国を滅ぼして西域を統一した。アブドゥル・カリームの治世におけるヤルカンド・ハン国の版図は、東は明の嘉峪関、南は崑崙山脈とアルチン山脈、西南はカラコルム山脈とラダック・ボロールに及んだ。西はパミール高原を境にムガル帝国と、アライ山脈を境にシャイバーニー朝とそれぞれ接した。北は天山山脈に及び、カザフ・キルギス・オイラトと接した。
史家のシャイフ・マフムード・チュラスはその著書『編年史』において、公正・賢明な君主にして敬虔なムスリムであり、常にウラマーや大臣らと国事を論じていたと評し、その名声はメッカにまで伝わったと称賛している。1592年に死去。五弟のムハンマドがその跡を継いだ。

## 参考資料
- 丸山鋼二「ヤルカンド･ハン朝の建国と「聖戦」： 新疆イスラム教小史⑦」『文教大学国際学部紀要』第24巻第2号、文教大学、2014年1月、47-64頁、CRID 1050001338027025664、ISSN 0917-3072、NAID 120006420345。

| スタブアイコン | サブスタブ | この項目は、まだ閲覧者の調べものの参照としては役立たない、人物に関連した書きかけの項目です。この項目を加筆・訂正などしてくださる協力者を求めています（P:人物伝/PJ:人物伝）。 |